# Castrillo-Tejeriego (kommunhuvudort)
Castrillo-Tejeriego är en kommunhuvudort i Spanien.   Den ligger i provinsen Provincia de Valladolid och regionen Kastilien och Leon, i den centrala delen av landet, 150 km norr om huvudstaden Madrid. Castrillo-Tejeriego ligger 792 meter över havet och antalet invånare är 232.
Terrängen runt Castrillo-Tejeriego är platt åt nordväst, men åt sydost är den kuperad. Runt Castrillo-Tejeriego är det glesbefolkat, med 11 invånare per kvadratkilometer. Närmaste större samhälle är Quintanilla de Onésimo, 8,7 km söder om Castrillo-Tejeriego. Trakten runt Castrillo-Tejeriego består till största delen av jordbruksmark.